# 밀 토르티야
밀 토르티야(-tortilla, 스페인어: tortilla de trigo 토르티야 데 트리고[*])는 밀가루로 만든 토르티야다. 옥수수 토르티야에 비해 찰기가 있으며 부드럽고 쫄깃한 식감을 지닌다.
밀가루 토르티야는 멕시코 북부 일대와 미국 등에서 주로 소비되며, 부리토와 플라우타가 밀가루 토르티야로 만들어진다. 케사디야같은 일부 요리에서는 옥수수 또는 밀가루 토르티야 중 하나를 사용할 수 있다. 온두라스에서는 밀가루 토르티야에 여러 재료를 올려놓고 반으로 접어 발레아다를 만든다. 샌드위치 랩의 재료를 말아내는 용도로 밀가루 토르티야를 쓰기도 한다.

## 같이 보기
- 옥수수 토르티야
- 차파티